# Малобраталівська сільська рада
Малобраталівська сільська рада — колишня адміністративно-територіальна одиниця та орган місцевого самоврядування у Любарському і Романівському районах Житомирської і Бердичівської округ, Вінницької й Житомирської областей Української РСР та України з адміністративним центром у с. Малий Браталів.

## Населені пункти
Сільській раді були підпорядковані населені пункти:
- с. Малий Браталів
- с. Гринівці

## Населення
Кількість населення ради, станом на 1923 рік, становила 1 228 осіб, кількість дворів — 250.
Відповідно до перепису населення СРСР, станом на 17 грудня 1926 року, чисельність населення ради становила 1 513 осіб, з них, за статтю: чоловіків — 735, жінок — 778; етнічний склад: українців — 1 461, євреїв — 16, поляків — 35, інших — 1. Кількість господарств — 335, з них, несільського типу — 4.
Відповідно до результатів перепису населення СРСР, кількість населення ради, станом на 12 січня 1989 року, становила 1 548 осіб.
Станом на 5 грудня 2001 року, відповідно до перепису населення України, кількість мешканців сільської ради становила 1 425 осіб.

## Склад ради
Рада складалась з 16 депутатів та голови.

## Керівний склад сільської ради
| ПІБ                        | Основні відомості                                                 | Дата обрання | Дата звільнення |
| -------------------------- | ----------------------------------------------------------------- | ------------ | --------------- |
| Лесик Володимир Андрійович | Сільський голова, 1960 року народження, освіта, безпартійний      | 26.03.2006   | 31.10.2010      |
| Білоус Людмила Василівна   | Сільський голова, 1981 року народження, освіта вища, позапартійна | 31.10.2010   |                 |

Примітка: таблиця складена за даними джерела

## Історія
Створена 1923 року в с. Малий Браталів Мотовилівської волості Полонського повіту Волинської губернії.
Станом на 1 вересня 1946 року та 1 січня 1972 року сільська рада входила до складу Любарського району Житомирської області, на обліку в раді перебувало с. Малий Браталів.
10 травня 1972 року, відповідно до рішення Житомирського облвиконкому № 194 «Про ліквідацію, утворення, окремих сільрад та зміни в адміністративному підпорядкуванні деяких населених пунктів Любарського і Малинського районів», до складу ради передано с. Гринівці Пединківської сільської ради Любарського району.
Ліквідована 20 листопада 2017 року через об'єднання до складу Любарської селищної територіальної громади Любарського району Житомирської області.
Входила до складу Любарського (7.03.1923 р., 4.01.1965 р.) та Дзержинського (30.12.1962 р.) районів.